# Manuel Azcárate
Manuel Azcárate Diz (Madrid, 7 de octubre de 1916 - Madrid, 24 de agosto de 1998) fue un político español, dirigente del Partido Comunista de España (PCE) durante gran parte del siglo XX. 

## Biografía
Nacido el 7 de octubre de 1916, fue hijo de Pablo de Azcárate, diplomático español, director de la Sección de Minorías en la Sociedad de Naciones (1930-1933), y posteriormente secretario general adjunto de aquella institución (1933-1936), que durante la guerra civil española (1936-1939) fue embajador de la República Española en Londres. Asimismo era bisnieto del filósofo Patricio de Azcárate Corral.
Estudió en la Facultad de Derecho de la Universidad Complutense de Madrid y en la Escuela de Economía y Ciencia Política de Londres. Militante comunista desde 1934, fue dirigente de las Juventudes Socialistas Unificadas (JSU). Tras la guerra civil española se exilió en París, donde trabajó en las redacciones de los órganos de expresión oficiales del PCE, Mundo Obrero y Nuestra Bandera. Desde 1960 fue miembro del Comité Central del PCE. De 1959 a 1964 vivió en la URSS, regresando a España en los inicios de la Transición, en 1976. Miembro del Comité Ejecutivo desde 1965, fue responsable del trabajo del PCE en el ámbito intelectual y universitario español, y entre 1968 y 1981, responsable de política internacional. Fue director de la revista teórica Nuestra Bandera.
Miembro del Comité Central y del Comité Ejecutivo del PCE, se presentó a diputado por León en las Elecciones generales de 1977, pero no resultó elegido. Firme partidario del eurocomunismo, al frente del sector de los renovadores se vio enfrentado al secretario general, Santiago Carrillo, desde 1980 y como tal fue expulsado de los órganos de dirección en 1981 y del partido en 1982. Relató este proceso en su obra Crisis del eurocomunismo (Argos Vergara, Barcelona, 1982). Desde entonces trabajó como editorialista del diario El País. En este diario publicó también su libro La Izquierda Europea en 1986. En 1994 ganó el Premio Comillas por sus memorias tituladas, Derrotas y Esperanzas (Tusquets, Barcelona, 1994).